# Diogo Alves
Diogo Alves (c. 1810 – Lisboa, 19 de fevereiro de 1841) foi um criminoso galego radicado em Portugal, cuja fama como o “assassino do Aqueduto das Águas Livres” foi amplamente divulgada na cultura popular portuguesa, mas carece de fundamento documental.

## Biografia
Estabelecido em Lisboa ainda jovem, Diogo Alves ficou posteriormente ligado, através da tradição oral e ficção popular, a uma alegada vaga de assassinatos ocorrida no Aqueduto das Águas Livres entre 1836 e 1841, embora nunca tenha sido julgado ou sequer formalmente acusado de tais crimes. As acusações concretas contra ele incidiram sobre os assassinatos da família acolhida pelo médico Pedro de Andrade, bem como o subsequente homicídio do criado Manuel Alves. Foi condenado e executado por esses crimes, juntamente com outros cúmplices.
O seu caso foi extensivamente revisto e analisado na obra de investigação histórica Os Segredos de Diogo Alves (2025), onde se conclui, com base no processo judicial arquivado na Torre do Tombo e outros documentos históricos e literários, que Diogo Alves nunca foi julgado por quaisquer “crimes do aqueduto”. Segundo o autor, a associação de Alves a esses crimes resultou de rumores e reconstruções ficcionais surgidas somente após a sua execução, consolidando-se através de relatos literários, jornais sensacionalistas e até produções cinematográficas posteriores.
Após a sua execução por enforcamento a 19 de fevereiro de 1841, no Cais do Tojo, o seu corpo foi levado para o Cemitério do Alto de São João, onde décadas mais tarde o seu crânio terá sido obtido por Francisco Ferraz de Macedo, para fins de estudo anatómico.
A ideia de que é sua a cabeça actualmente preservada e exposta no teatro anatómico da Faculdade de Medicina da Universidade de Lisboa é rejeitada por Miguel Carvalho Abrantes, com base em incongruências físicas, cronológicas e museológicas.
Apesar da sua notoriedade, não há qualquer prova documental contemporânea que associe Diogo Alves a uma série de homicídios no Aqueduto das Águas Livres. O seu mito como “primeiro assassino em série português” assenta numa construção posterior, dissociada dos factos judiciais verificados.

## Representações culturais
A figura de Diogo Alves inspirou peças literárias, filmes e crónicas ao longo do século XX e XXI. Entre as mais conhecidas, encontra-se o filme mudo Os Crimes de Diogo Alves (1911), frequentemente citado como o primeiro filme de ficção português, que ajudou a cimentar o mito do “assassino do aqueduto”.